# Eucheilota paradoxica
Eucheilota paradoxica is een hydroïdpoliep uit de familie Lovenellidae. De poliep komt uit het geslacht Eucheilota. Eucheilota paradoxica werd in 1900 voor het eerst wetenschappelijk beschreven door Mayer. 